# Zaļumi (stacja kolejowa)
Zaļumi (ros. Залюми) – stacja kolejowa w miejscowości Zaļumi, w gminie Dyneburg, na Łotwie. Leży na linii dawnej Kolei Warszawsko-Petersburskiej.
Stacja istniała w dwudziestoleciu międzywojennym.